# Waldwick
Waldwick ist eine Stadt im Bergen County, New Jersey, USA. Das U.S. Census Bureau hat bei der Volkszählung 2020 eine Einwohnerzahl von 10.058 ermittelt.

## Geographie
Die geographischen Koordinaten der Stadt sind 41°0'47" nördliche Breite und 74°7'20" westliche Länge.
Nach den Angaben des United States Census Bureaus hat die Stadt eine Gesamtfläche von 5,4 km2.

## Geschichte
Der National Park Service weist für Waldwick vier Gebäude im National Register of Historic Places (NRHP) aus (Stand 24. Dezember 2018), darunter die Waldwick Railroad Station.

## Demographie
Nach der Volkszählung von 2000 gibt es 9.622 Menschen, 3.428 Haushalte und 2.677 Familien in der Stadt. Die Bevölkerungsdichte beträgt 1.786,1 Einwohner pro km2. 92,68 % der Bevölkerung sind Weiße, 0,59 % Afroamerikaner, 0,04 % amerikanische Ureinwohner, 4,52 % Asiaten, 0,00 % pazifische Insulaner, 1,31 % anderer Herkunft und 0,85 % Mischlinge. 5,31 % sind Latinos unterschiedlicher Abstammung.
Von den 3.428 Haushalten haben 36,3 % Kinder unter 18 Jahre. 67,5 % davon sind verheiratete, zusammenlebende Paare, 7,8 % sind alleinerziehende Mütter, 21,9 % sind keine Familien, 18,7 % bestehen aus Singlehaushalten und in 10,6 % Menschen sind älter als 65. Die Durchschnittshaushaltsgröße beträgt 2,81, die Durchschnittsfamiliengröße 3,22.
25,5 % der Bevölkerung sind unter 18 Jahre alt, 5,3 % zwischen 18 und 24, 31,5 % zwischen 25 und 44, 22,5 % zwischen 45 und 64, 15,2 % älter als 65. Das Durchschnittsalter beträgt 38 Jahre. Das Verhältnis Frauen zu Männer beträgt 100:94,8, für Menschen älter als 18 Jahre beträgt das Verhältnis 100:92,0.
Das jährliche Durchschnittseinkommen der Haushalte beträgt 75.532 USD, das Durchschnittseinkommen der Familien 82.208 USD. Männer haben ein Durchschnittseinkommen von 60.671 USD, Frauen 37.145 USD. Der Prokopfeinkommen der Stadt beträgt 30.733 USD. 2,1 % der Bevölkerung und 1,3 % der Familien leben unterhalb der Armutsgrenze, davon sind 1,7 % Kinder oder Jugendliche jünger als 18 Jahre und 3,0 % der Menschen sind älter als 65.